# 23-й отдельный зенитный артиллерийский дивизион
23-й отдельный зенитный артиллерийский дивизион — воинская часть вооружённых сил СССР в Великой Отечественной войне. Во время ВОВ существовало два формирования части в составе сухопутных войск, один в составе ПВО страны и один в составе ВМФ.

## 23-й отдельный зенитный артиллерийский дивизион ПВО страны
В составе действующей армии во время ВОВ по соответствующему перечню с 30 июля 1941 года по 9 мая 1945 года.
Формировался на базе резервной бригады ПВО в июле 1941 года, но укомплектован материальной частью только в сентябре 1941 года. По формировании и укомплектовании встал на воздушное прикрытие коммуникаций и важных объектов в Краматорске 
С июня 1942 года отступает на Северный Кавказ, с 1943 года продвигается вслед за наступающими советскими войсками, обеспечивая прикрытие с воздуха тыла войск по Краснодарскому краю, Ростовской области южным районам Украины (так в ночь с 15 на 16 декабря 1943 года отражает массированный налёт 43 бомбардировщиков Ju-88 и He-111 на строящийся железнодорожный мост через Днепр, железнодорожный узел Днепропетровск и Сухачевскую переправу) и Молдавии. Осенью 1944 года передислоцирован в Румынию, где и закончил войну.

### Подчинение
| Подчинение      | Подчинение                      | Подчинение | Подчинение                            | Подчинение                           | Подчинение                       | Подчинение |
| Дата            | Фронт (округ)                   | Армия      | Корпусной район                       | Дивизионный район                    | Бригадный район                  | Примечания |
| --------------- | ------------------------------- | ---------- | ------------------------------------- | ------------------------------------ | -------------------------------- | ---------- |
| 01.08.1941 года | Южный фронт                     | -          | -                                     | -                                    | Первомайский бригадный район ПВО | -          |
| 01.09.1941 года | Южный фронт                     | -          | -                                     | -                                    | Первомайский бригадный район ПВО | -          |
| 01.10.1941 года | Южный фронт                     | -          | -                                     | -                                    | Первомайский бригадный район ПВО | -          |
| 01.11.1941 года | Южный фронт                     | -          | -                                     | -                                    | Первомайский бригадный район ПВО | -          |
| 01.12.1941 года | Сталинградский военный округ    | -          | -                                     | Сталинградский дивизионный район ПВО | -                                | -          |
| 01.01.1942 года | Сталинградский военный округ    | -          | -                                     | Сталинградский дивизионный район ПВО | -                                | -          |
| 01.02.1942 года | Сталинградский военный округ    | -          | -                                     | Сталинградский дивизионный район ПВО | -                                | -          |
| 01.03.1942 года | Сталинградский военный округ    | -          | -                                     | Сталинградский дивизионный район ПВО | -                                | -          |
| 01.03.1942 года | Южный фронт                     | -          | -                                     | Сталинградский дивизионный район ПВО | -                                | -          |
| 01.04.1942 года | Южный фронт                     | -          | -                                     | Ростовский дивизионный район ПВО     | -                                | -          |
| 01.05.1942 года | Южный фронт                     | -          | -                                     | Ростовский дивизионный район ПВО     | -                                | -          |
| 01.06.1942 года | Южный фронт                     | -          | -                                     | Ростовский дивизионный район ПВО     | -                                | -          |
| 01.07.1942 года | Южный фронт                     | -          | -                                     | Ростовский дивизионный район ПВО     | -                                | -          |
| 01.08.1942 года | Северо-Кавказский фронт         | -          | -                                     | Ростовский дивизионный район ПВО     | -                                | -          |
| 01.09.1942 года | Северо-Кавказский военный округ | -          | -                                     | Грозненский дивизионный район ПВО    | -                                | -          |
| 01.10.1942 года | Закавказский фронт              | -          | -                                     | Грозненский дивизионный район ПВО    | -                                | -          |
| 01.11.1942 года | Закавказский фронт              | -          | -                                     | Грозненский дивизионный район ПВО    | -                                | -          |
| 01.12.1942 года | Закавказский фронт              | -          | -                                     | Грозненский дивизионный район ПВО    | -                                | -          |
| 01.01.1943 года | Закавказский фронт              | -          | -                                     | Грозненский дивизионный район ПВО    | -                                | -          |
| 01.02.1943 года | Закавказский фронт              | -          | -                                     | Грозненский дивизионный район ПВО    | -                                | -          |
| 01.03.1943 года | Закавказский фронт              | -          | -                                     | Грозненский дивизионный район ПВО    | -                                | -          |
| 01.04.1943 года | Закавказский фронт              | -          | -                                     | Грозненский дивизионный район ПВО    | -                                | -          |
| 01.05.1943 года | Северо-Кавказский фронт         | -          | -                                     | Краснодарский дивизионный район ПВО  | -                                | -          |
| 01.06.1943 года | Северо-Кавказский фронт         | -          | -                                     | Краснодарский дивизионный район ПВО  | -                                | -          |
| 01.07.1943 года | Западный фронт ПВО              | -          | Северо-Кавказский корпусной район ПВО | -                                    | -                                | -          |
| 01.08.1943 года | Западный фронт ПВО              | -          | Северо-Кавказский корпусной район ПВО | -                                    | -                                | -          |
| 01.09.1943 года | Западный фронт ПВО              | -          | Северо-Кавказский корпусной район ПВО | -                                    | -                                | -          |
| 01.10.1943 года | Западный фронт ПВО              | -          | Северо-Кавказский корпусной район ПВО | -                                    | -                                | -          |
| 01.11.1943 года | Западный фронт ПВО              | -          | Донбасский корпусной район ПВО        | -                                    | -                                | -          |
| 01.12.1943 года | Западный фронт ПВО              | -          | Донбасский корпусной район ПВО        | -                                    | -                                | -          |
| 01.01.1944 года | Западный фронт ПВО              | -          | Донбасский корпусной район ПВО        | -                                    | -                                | -          |
| 01.02.1944 года | Западный фронт ПВО              | -          | Одесский корпусной район ПВО          | -                                    | -                                | -          |
| 01.03.1944 года | Западный фронт ПВО              | -          | Одесский корпусной район ПВО          | -                                    | -                                | -          |
| 01.04.1944 года | Западный фронт ПВО              | -          | Одесский корпусной район ПВО          | -                                    | -                                | -          |
| 01.05.1944 года | Южный фронт ПВО                 | -          | 12-й корпус ПВО                       | -                                    | -                                | -          |
| 01.06.1944 года | Южный фронт ПВО                 | -          | 12-й корпус ПВО                       | -                                    | -                                | -          |
| 01.07.1944 года | Южный фронт ПВО                 | -          | 12-й корпус ПВО                       | -                                    | -                                | -          |
| 01.08.1944 года | Южный фронт ПВО                 | -          | 12-й корпус ПВО                       | -                                    | -                                | -          |
| 01.09.1944 года | Южный фронт ПВО                 | -          | 12-й корпус ПВО                       | -                                    | -                                | -          |
| 01.10.1944 года | Южный фронт ПВО                 | -          | 12-й корпус ПВО                       | -                                    | -                                | -          |
| 01.11.1944 года | Южный фронт ПВО                 | -          | 12-й корпус ПВО                       | -                                    | -                                | -          |
| 01.12.1944 года | Южный фронт ПВО                 | -          | 12-й корпус ПВО                       | -                                    | -                                | -          |
| 01.01.1945 года | Юго-Западный фронт ПВО          | -          | 12-й корпус ПВО                       | -                                    | -                                | -          |
| 01.02.1945 года | Юго-Западный фронт ПВО          | -          | 12-й корпус ПВО                       | -                                    | -                                | -          |
| 01.03.1945 года | Юго-Западный фронт ПВО          | -          | 12-й корпус ПВО                       | -                                    | -                                | -          |
| 01.04.1945 года | Юго-Западный фронт ПВО          | -          | 8-й корпус ПВО                        | -                                    | -                                | -          |
| 01.05.1945 года | Юго-Западный фронт ПВО          | -          | 7-й корпус ПВО                        | -                                    | -                                | -          |

## 23-й отдельный зенитный артиллерийский дивизион 15-го стрелкового корпуса и Юго-Западного фронта
В составе действующей армии с 22 июня 1941 года по 20 июня 1942 года.
На 22 июня 1941 года входил в состав 15-го стрелкового корпуса, дислоцировался в Ковеле, с первого дня войны отражает налёты люфтваффе. Отступает вместе с корпусом; после того, как во второй половине сентября 1941 года корпусное управление было разбито, перешёл в непорсредственное подчинение штаба фронта.
20 июня 1942 года, после боёв за Харьков, был расформирован.

### Подчинение
| Подчинение      | Подчинение         | Подчинение | Подчинение             | Подчинение | Подчинение | Подчинение |
| Дата            | Фронт (округ)      | Армия      | Корпус                 | Дивизия    | Бригада    | Примечания |
| --------------- | ------------------ | ---------- | ---------------------- | ---------- | ---------- | ---------- |
| 22.06.1941 года | Юго-Западный фронт | 5-я армия  | 15-й стрелковый корпус | -          | -          | -          |
| 01.07.1941 года | Юго-Западный фронт | 5-я армия  | 15-й стрелковый корпус | -          | -          | -          |
| 10.07.1941 года | Юго-Западный фронт | 5-я армия  | 15-й стрелковый корпус | -          | -          | -          |
| 01.08.1941 года | Юго-Западный фронт | 5-я армия  | 15-й стрелковый корпус | -          | -          | -          |
| 01.09.1941 года | Юго-Западный фронт | 5-я армия  | 15-й стрелковый корпус | -          | -          | -          |
| 01.10.1941 года | Юго-Западный фронт | -          | -                      | -          | -          | -          |
| 01.11.1941 года | Юго-Западный фронт | -          | -                      | -          | -          | -          |
| 01.12.1941 года | Юго-Западный фронт | -          | -                      | -          | -          | -          |
| 01.01.1942 года | Юго-Западный фронт | -          | -                      | -          | -          | -          |
| 01.02.1942 года | Юго-Западный фронт | -          | -                      | -          | -          | -          |
| 01.03.1942 года | Юго-Западный фронт | -          | -                      | -          | -          | -          |
| 01.03.1942 года | Юго-Западный фронт | -          | -                      | -          | -          | -          |
| 01.04.1942 года | Юго-Западный фронт | -          | -                      | -          | -          | -          |
| 01.05.1942 года | Юго-Западный фронт | -          | -                      | -          | -          | -          |
| 01.06.1942 года | Юго-Западный фронт | -          | -                      | -          | -          | -          |

## 23-й отдельный зенитный артиллерийский дивизион 23-й танковой дивизии, 11-й армии и 182-й стрелковой дивизии
Сформирован в марте 1941 года в Литве
В составе действующей армии с 22 июня 1941 года по 5 февраля 1942 года.
На 22 июня 1941 года входил в состав 23-й танковой дивизии, дислоцировался на мызе Изриеде.
Уже 24 июня 1941 года был отрезан от частей дивизии и оперативно подчинён штабу 10-й стрелковой дивизии. К вечеру 25 июня 1941 года сосредоточился в лесу в 2 километрах южнее мызы Тришкяй. К 26 июня 1941 года дивизион уже израсходовал весь боезапас и был отведён в район мызы Папиле. Снабжение снарядами так и не наладилось, дивизион отступал с войсками в направлении Острова - Пскова - Дно - Шимска.  В августе 1941 года, к расформированию 23-й танковой дивизии, был непосредственно подчинён войскам 11-й армии, с которой участвовал в боях в районе Старой Руссы и восточнее. 10 октября 1941 года передан в состав 182-й стрелковой дивизии, в её составе действовал до переформирования.
5 февраля 1942 года переформирован в 23-ю отдельную зенитную артиллерийскую батарею 182-й стрелковой дивизии.

### Подчинение
| Подчинение      | Подчинение            | Подчинение | Подчинение                   | Подчинение               | Подчинение | Подчинение |
| Дата            | Фронт (округ)         | Армия      | Корпус                       | Дивизия                  | Бригада    | Примечания |
| --------------- | --------------------- | ---------- | ---------------------------- | ------------------------ | ---------- | ---------- |
| 22.06.1941 года | Северо-Западный фронт | 8-я армия  | 12-й механизированный корпус | 23-я танковая дивизия    | -          | -          |
| 01.07.1941 года | Северо-Западный фронт | 8-я армия  | 12-й механизированный корпус | 23-я танковая дивизия    | -          | -          |
| 10.07.1941 года | Северо-Западный фронт | 8-я армия  | 12-й механизированный корпус | 23-я танковая дивизия    | -          | -          |
| 01.08.1941 года | Северо-Западный фронт | -          | -                            | 23-я танковая дивизия    | -          | -          |
| 01.09.1941 года | Северо-Западный фронт | 11-я армия | -                            | -                        | -          | -          |
| 01.10.1941 года | Северо-Западный фронт | 11-я армия | -                            | -                        | -          | -          |
| 01.11.1941 года | Северо-Западный фронт | 11-я армия | -                            | 182-я стрелковая дивизия | -          | -          |
| 01.12.1941 года | Северо-Западный фронт | 11-я армия | -                            | 182-я стрелковая дивизия | -          | -          |
| 01.01.1942 года | Северо-Западный фронт | 11-я армия | -                            | 182-я стрелковая дивизия | -          | -          |
| 01.02.1942 года | Северо-Западный фронт | 11-я армия | -                            | 182-я стрелковая дивизия | -          | -          |

## 23-й зенитный артиллерийский дивизион ПВО Черноморского флота
В составе действующей армии с 26 июня 1941 года по 16 сентября 1944 года.
Входил в состав 61-го зенитного артиллерийского полка ПВО Черноморского флота (впоследствии 1-го гвардейского зенитного артиллерийского Севастопольского полка ПВО Черноморского флота).
В 1941 - 1942 годах вёл боевые действия в Севастополе, в июне 1942 года был частично эвакуирован, с этого времени до мая 1944 года действует на Кавказе, в частности стоит на обороне морской базы Поти. В мае 1944 года вновь передислоцирован в Севастополь, где и находится до конца войны.